# Traité de la Traverse des Sioux

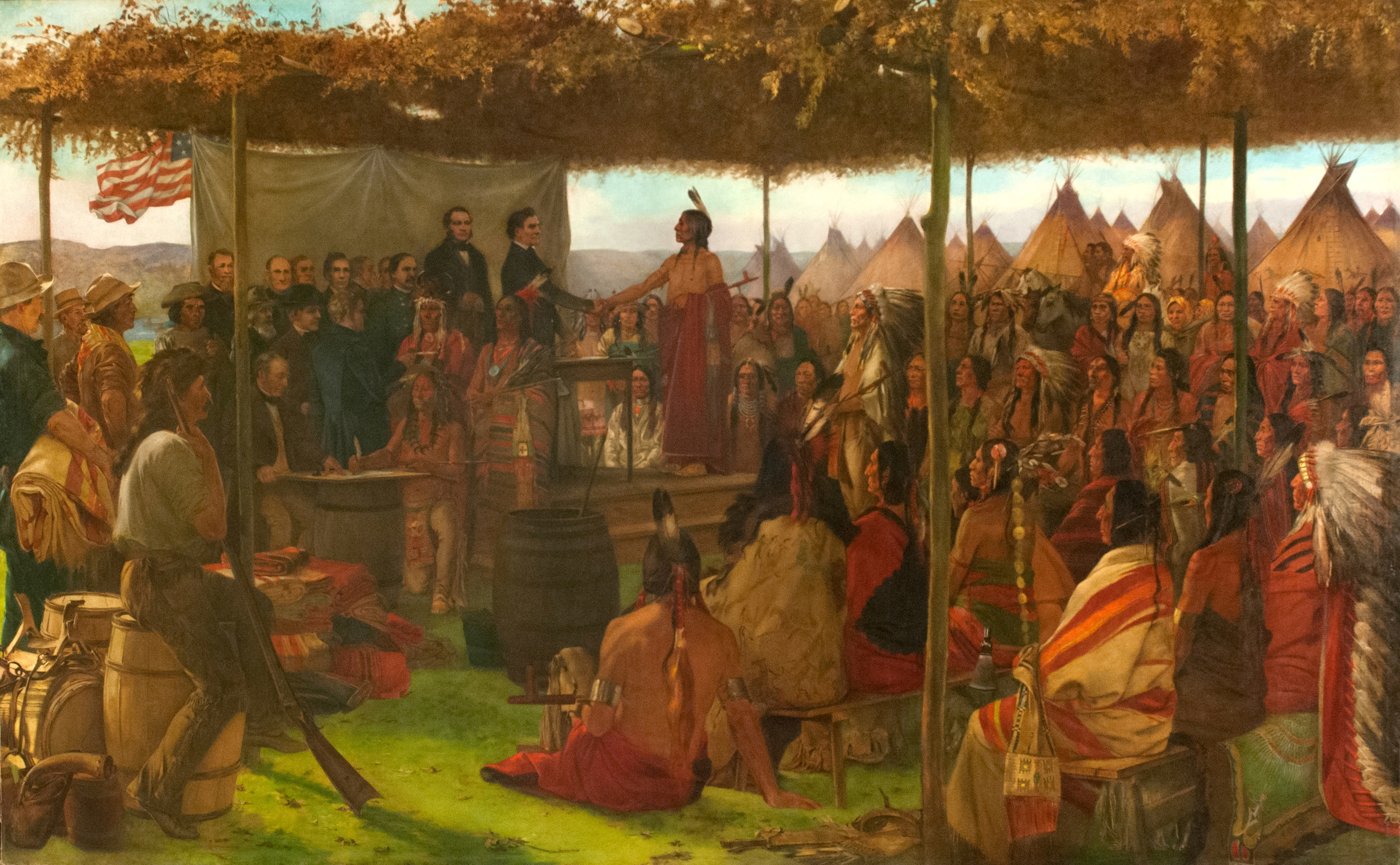
Huile sur toile représentant la signature du traité de la Traverse des Sioux par Francis Davis Millet d'après des croquis de.

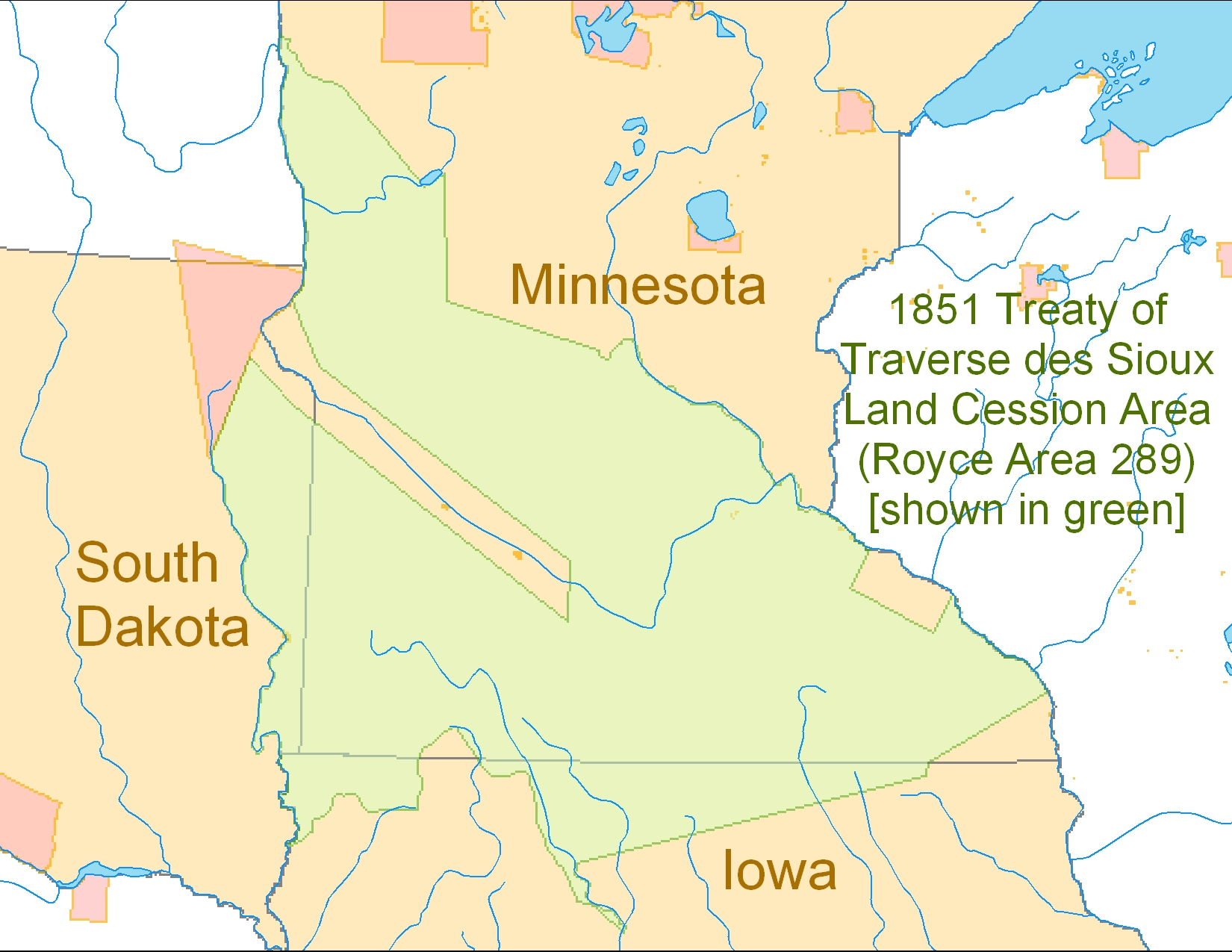
Cession de nouveaux territoires Sioux (en vert).

Le traité de la Traverse des Sioux (en anglais : Traverse des Sioux Treaty) est un accord conclu en 1851 entre plusieurs groupes de Dakotas et le gouvernement des États-Unis dans lequel les Amérindiens ont cédé une partie de leurs territoires ancestraux au profit des colons américains. En échange, les Américains leur promirent le versement d'une rente annuelle et la création d'une réserve le long de la rivière Minnesota mais l'irrégularité de ces versements finit par répandre la misère parmi les Dakotas et conduit à la révolte des Sioux de 1862.

## Historique
Le 23 juillet 1851, le traité de la Traverse des Sioux fut signé à proximité du passage à gué de la Traverse des Sioux permettant le franchissement de la rivière Minnesota, entre le gouvernement des États-Unis et les Sioux du territoire du Minnesota et mis en application par la Commission des Affaires indiennes. Ce nouveau traité faisait suite aux précédents traités de Prairie du Chien qui avait mis un terme à la guerre de Black Hawk entre les diverses nations amérindiennes et les États-Unis.
Ce nouveau traité de la Traverse des Sioux avait pour objectif d'obtenir les riches terres agricoles qui se trouvaient dans le Minnesota. De vastes étendues de terres, d'une superficie de 97 000 km2, furent ainsi cédées à partir de l'Iowa jusqu'à la frontière canadienne. Des tribus Sioux telles que les Sisseton et Wahpeton hésitèrent à se déshériter, mais les pressions étaient tellement fortes, qu'ils cédèrent avec réticence sous la menace potentielle du gouvernement fédéral.
Ce traité aggrava les conditions de vie des Amérindiens. Plusieurs facteurs aboutirent à la révolte des Sioux de 1862.
- Une ruée des colons blancs déferla sur ces nouveaux territoires ;
- Une volonté de posséder davantage de terres par les autorités du gouvernement fédéral ;
- Une incapacité à payer les rentes promises aux Amérindiens ;
- De nouvelles réductions des terres ancestrales qui aboutissent à la perte de territoires de chasse et de pêche.

Croquis réalisés par Francis Blackwell Mayer lors de la signature du traité de la Traverse des Sioux.
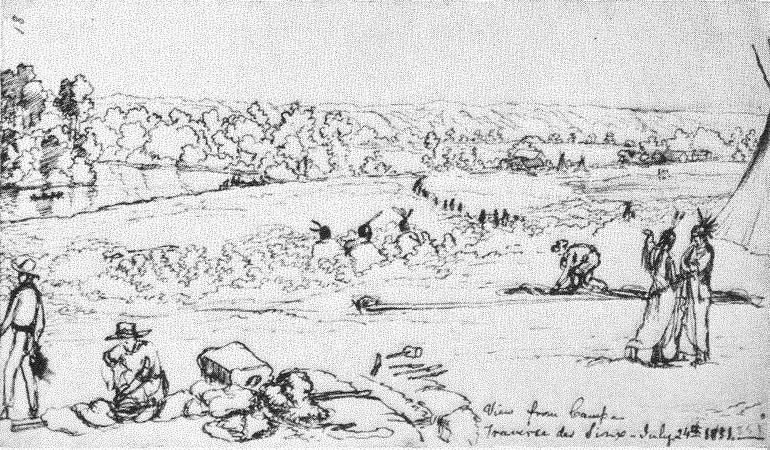
Représentation du camp amérindien lors du traité de la Traverse des Sioux.
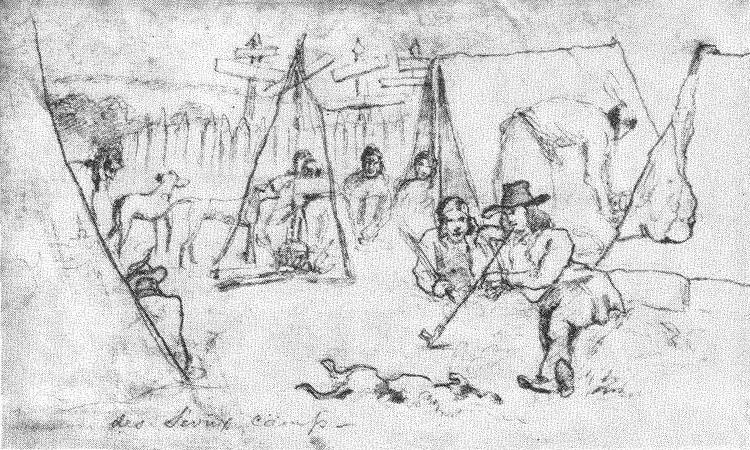
Amérindiens et Américains lors du traité de la Traverse des Sioux en 1851.